# 35419 Beckysmethurst
35419 Beckysmethurst (designação provisória: 1998 AC6) é um asteroide da cintura principal. Possui uma excentricidade de 0.06851380 e uma inclinação de 6.17073º.
Este asteroide foi descoberto no dia 8 de janeiro de 1998 por ODAS em Caussols.